# ケジメなさい
「ケジメなさい」は、近藤真彦の通算14作目のシングルレコード。
1984年6月6日に発売された。発売元はRVC。

## 解説
本楽曲で、1984年大晦日に生放送の『第35回NHK紅白歌合戦』へ、4年連続4回目の出場となった。オリコン発表の売上枚数は32.7万枚。
初回プレスのみ、ポスターが付属。
「俺」「お前」が歌詞に多く使われている近藤の曲としては珍しく、表題曲の歌詞の一人称は「僕」、二人称は「あなた」が使われている。ピンクの衣装や踊りが話題になった曲でもある。
2006年1月1日に発売された、歌手デビュー25周年記念商品『マッチ箱 〜25th Anniversary Complete Singles Edition〜』に、B面曲を含めたマキシシングル・サイズで復刻された。CD-BOXのみで、個別販売はしていない。2006年1月25日に発売されたトリビュート・アルバム『Matchy Tribute』では、「綾小路翔 loves DJ OZMA & XARAZOO」がカヴァーしている（同年にはDJ OZMA名義のアルバム『I ♥ PARTY PEOPLE』でカヴァー）。
2006年2月8日に発売されたベスト・アルバム『MATCHY★BEST』に、デジタル・リマスタリングが施された高音質で収録された。

## 収録曲
1. ケジメなさい（4分1秒）
作詞：売野雅勇／作曲・編曲：馬飼野康二
2. 美しき叫び（3分46秒）
作詞：大津あきら／作曲：鈴木キサブロー／編曲：武部聡志

## その他
2011年10月22日放送の『関ジャニの仕分け∞』で近藤真彦の大ヒットシングル曲を間違えずに歌い切れるかという「ジャニーズ愛仕分け」の企画で5人目の横山裕が1か所目の「その頬殴れるほど強靭（タフ）じゃない僕さ」（太字が空欄）を「嫌いじゃない僕さ」と間違えてしまい現場が凍りつき、また2012年12月17日放送の「ジャニーズ愛仕分けリベンジ」でも6人目の大倉忠義が「イヤじゃない僕さ」と間違え、1年前と同じミスした曲でもある。